# Acanthocereus tepalcatepecanus
Acanthocereus tepalcatepecanus, conocida comúnmente como tasajillo de Tepalcatepec, es una especie de planta suculenta perteneciente al género Acanthocereus, dentro de la familia Cactaceae. Es endémica del suroeste de México y anteriormente se le conocía como Peniocereus tepalcatepecanus.

## Descripción
Acanthocereus tepalcatepecanus es una especie de cactus trepador o rastrero que crece de forma arbustiva, a menudo rampante, con brotes inicialmente erguidos y luego demasiado inclinados. Su tallo rara vez lo encontramos ramificado y alcanza alturas de 60 a 130 centímetros. Las raíces son de color marrón claro, parecidas a las zanahorias, que miden hasta 35 centímetros de largo y un diámetro de 8 a 12 centímetros. 
Los brotes tienen dos formas (dimórficos):
- Los brotes jóvenes son erguidos, de 30 a 40 centímetros de largo y de 9 a 10 milímetros de diámetro. Presentan una o varias secciones, más o menos triangulares, de color verde oscuro, y de hasta 15 centímetros de largo. De las areolas surgen de una a tres espinas centrales que sobresalen y de seis a siete espinas marginales.
- Los brotes más viejos son redondos, con un diámetro de 16 a 22 milímetros. Tienen de tres a cuatro costillas discretas y redondeadas. Los brotes son inicialmente de color verde opaco y moteados de blanco. Posteriormente se vuelven casi completamente blancos. Las espinas son cortas son cónicas: Hay tres espinas centrales y nueve espinas marginales adyacentes.

Las flores son blancas, con forma de embudo y se abren por la noche. Los frutos son alargados y miden de 5,5 a 7,5 centímetros de largo. Inicialmente son verdes y se vuelven de color púrpura oscuro cuando maduran. En su interior contienen pulpa de color roja.

## Distribución y hábitat
El área de distribución nativa de esta especie es México (concretamente en los estados de Jalisco, Michoacán y Guerrero) y crece principalmente en el bioma tropical estacionalmente seco. Habita desde los 300 a los 600 m sobre el nivel del mar, en colinas bajas de bosques tropicales caducifolios.

## Taxonomía
La primera descripción de esta especie fue como Peniocereus tepalcatepecanus, publicada en 1974 por el botánico mexicano Hernándo Sánchez-Mejorada en la revista científica Cactáceas y Suculentas Mexicanas 19: 14.
Más tarde, el botánico francés Joël Lodé trasladó la especie al género Acanthocereus, por lo que pasó a llamarse Acanthocereus tepalcatepecanus. Registró estos cambios en la revista científica Cactus-Aventures International 98 (Suppl.): 3, publicada en 2013.

Etimología
- Acanthocereus: nombre genérico que deriva de las palabras griegas akantha (que significa 'espinoso') y cereus (que significa 'vela', 'cirio'), haciendo referencia a su forma columnar espinosa.[7]
- tepalcatepecanus: epíteto geográfico que hace referencia a la desembocadura del Río Tepalcatepec, lugar donde se descubrió la especie.[8]

## Estado de conservación
En la Lista Roja de Especies Amenazadas de la UICN, la especie está clasificada como “Vulnerable (VU)”.

## Usos
Se cultiva principalmente como planta ornamental y su propagación se realiza normalmente a través de semillas o esquejes.